# Carpiliidae
Famille
Les Carpiliidae sont une famille de crabes. Elle comprend trois espèces actuelles et plus d'une centaine de fossiles dans sept genres dont six fossiles.

## Liste des genres
Selon ITIS (23 avril 2014) et World Register of Marine Species (23 avril 2014), il n'existe qu'un seul genre vivant actuellement :
- genre Carpilius Desmarest, 1823
  - Carpilius convexus (Forskål, 1775)
  - Carpilius corallinus (Herbst, 1783)
  - Carpilius maculatus (Linnaeus, 1758)

Mais plusieurs genres éteints sont répertoriés :
- †Eocarpilius Blow & Manning, 1996
- †Holcocarcinus Withers, 1924
- †Ocalina Rathbun, 1929
- †Palaeocarpilius A. Milne-Edwards, 1862
- †Paraocalina Beschin, Busulini, De Angeli & Tessier, 2007
- †Proxicarpilius Collins & Morris, 1978

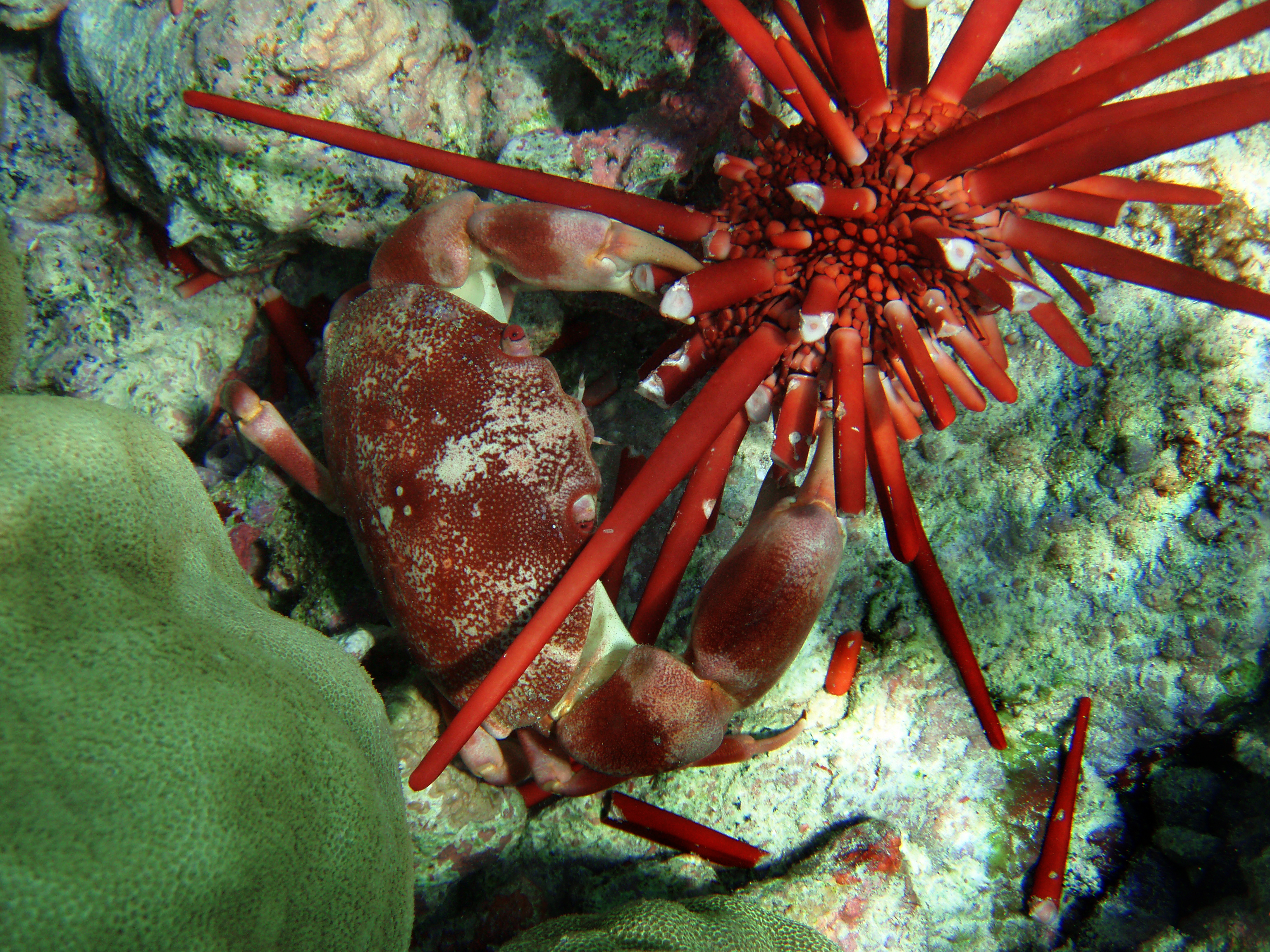
Carpilius convexus
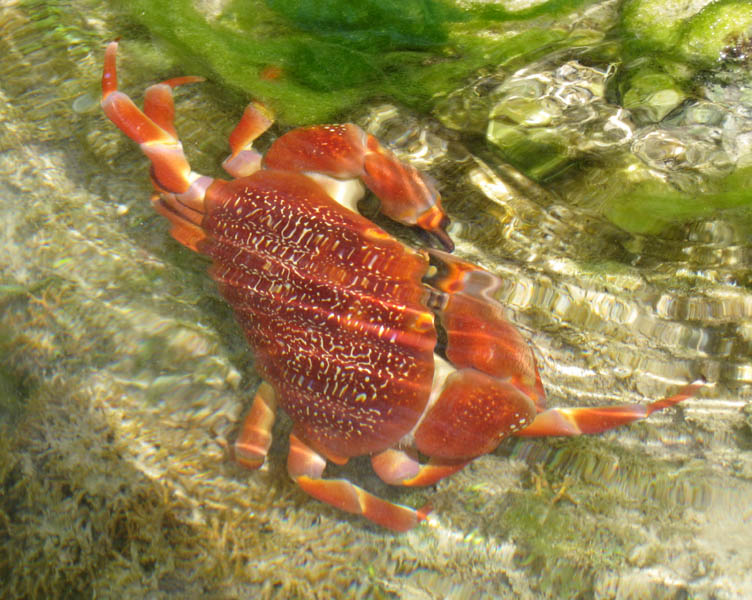
Carpilius corallinus
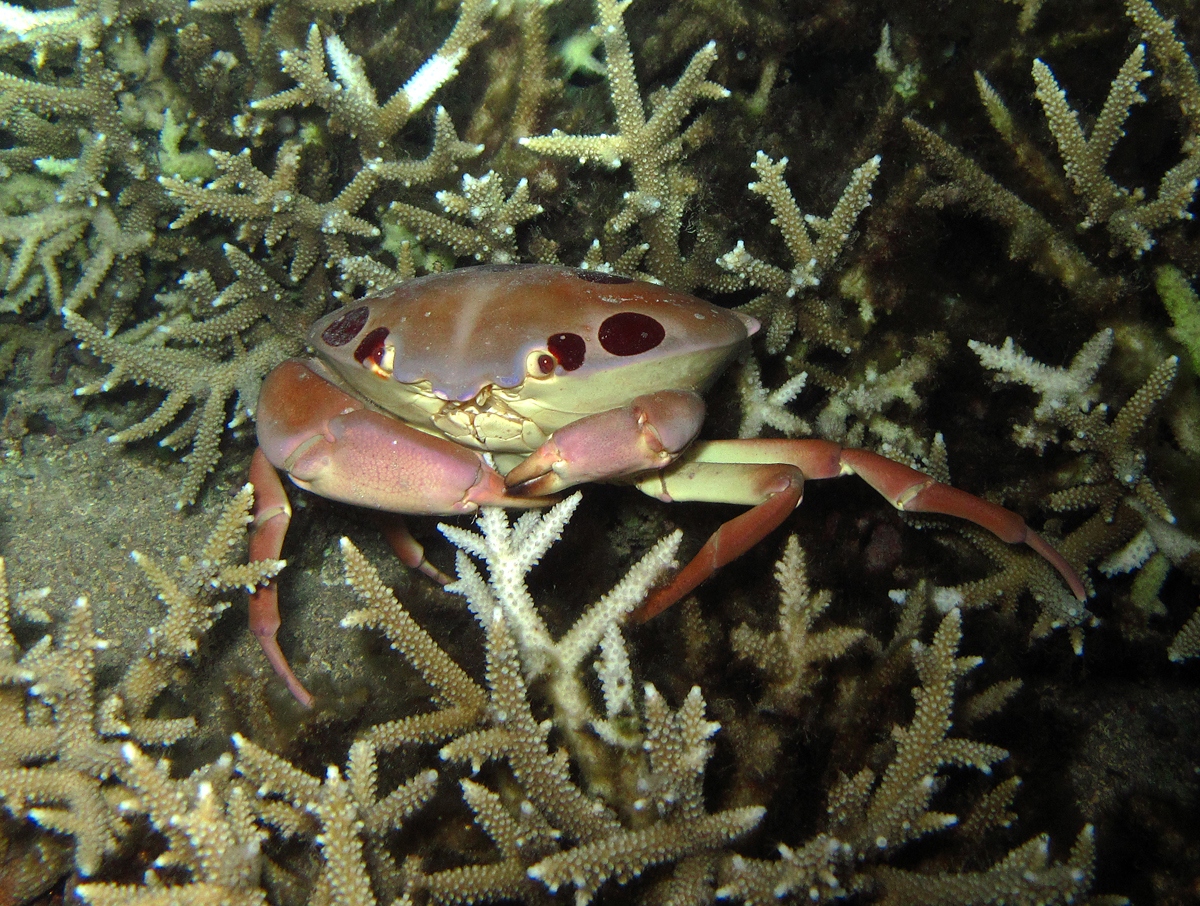
Carpilius maculatus